# Mahougnon Kakpo
Mahougnon Kakpo, né en 1965 à Bopa, de son vrai nom Mahougnon Kakpo Thomas est un écrivain, universitaire et homme politique béninois.
De 2017 à 2021, il est ministre des Enseignements secondaires, Technique et de la Formation professionnelle.

## Biographie
Après des études secondaires à Comè, il poursuit des études supérieures de lettres à l'université nationale du Bénin, puis en France où il soutient une thèse de doctorat en littérature française, Entre mythes et modernités : aspects de la poésie négro-africaine d'expression française, à l'université Bordeaux III en 1996.
À partir de 1998, il enseigne à l'université d'Abomey-Calavi. En 2014 il est nommé professeur titulaire des universités du CAMES. En parallèle il dirige plusieurs laboratoires de recherche et exerce plusieurs fonctions politico-administratives au sein des ministères de l'Enseignement supérieur et de l'Enseignement secondaire.
Poète, romancier, conteur, dramaturge et essayiste, il est également le fondateur de l'association littéraire Le Scribe Noir et des éditions des Diasporas à Cotonou.
Le 30 octobre 2017, il prend ses fonctions de ministre des Enseignements secondaire, technique et de la Formation professionnelle.
Lors des élections législatives de 2019, il est l'un des six ministres du gouvernement du président Patrice Talon à être élu député.

## Ouvrages
- Créations burlesques et déconstruction chez Ken Bugul, éd. des Diasporas, Cotonou, 2001
- Introduction à une poétique du Fâ, éditions du Flamboyant, Cotonou, 2006
- Les épouses de Fa : récits de la parole sacrée du Bénin, L'Harmattan, Paris, 2007
- Poétique baroque dans les littératures africaines francophones, tome 1, Olympe Bhêly-Quenum : thèmes et styles, éd. des Diasporas, Cotonou, 2007
- Si Dieu était une femme... : anthologie de la poésie béninoise d'aujourd'hui (textes réunis et présentés par Mahougnon Kapko), éd. des Diasporas, Cotonou, 2009
- Dieu, cet apprenti-sorcier, suivi de Destin d'un dieu (théâtre), L'Harmattan, Paris, 2011
- Littératures africaines : langues et écritures (textes réunis et présentés par Apey Esobe Lete et Mahoungnon Kakpo), éd. des Diasporas, Cotonou, 2011
- Voix et voies nouvelles de la littérature béninoise (textes réunis et présentés par Mahougnon Kakpo), éd. des Diasporas, Cotonou, 2011
- L'Iroko : l'arbre de vie dans la mystique Vodun, essai, éd. des Diasporas, Cotonou, 2017
- Le Fá expliqué aux profanes, Cotonou, Les Éditions des Diasporas, Collection LAREFA Études, 2021.

Mahougnon Kakpo est également l'auteur de nombreuses publications scientifiques.

## Distinctions
Il a reçu de nombreuses distinctions, notamment celle de chevalier de l'Ordre national du Bénin en 2016.